# (33016) 1997 GZ31
(33016) 1997 GZ31 est un astéroïde de la ceinture principale d'astéroïdes découvert en 1997.

## Description
(33016) 1997 GZ31 a été découvert le 13 avril 1997 à la station de Xinglong, dans la province chinoise d'Hebei (Chine), par le Beijing Schmidt CCD Asteroid Program.

### Caractéristiques orbitales
L'orbite de cet astéroïde est caractérisée par un demi-grand axe de 3,2 ua, un périhélie de 2,13 ua, une excentricité de 0,29 et une inclinaison de 11,12° par rapport à l'écliptique. Du fait de ces caractéristiques, à savoir un demi-grand axe compris entre 2 et 3,2 ua et un périhélie supérieur à 1,666 ua, il est classé, selon la JPL Small-Body Database, comme objet de la ceinture principale d'astéroïdes.

### Caractéristiques physiques
(33016) 1997 GZ31 a une magnitude absolue (H) de 14,1 et un albédo estimé à 0,084.